# Präposition
Präpositionen (von lateinisch praepositio ‚Voranstellung‘), in der Schulgrammatik auch Verhältniswörter oder Vorwörter und in der germanistischen Literatur seltener auch  Lagewörter oder Fallfügteile genannt, sind eine Wortart, die einen Übergangsbereich zwischen Inhaltswort und grammatischer Markierung bildet. Ebenso wie grammatische Elemente sonst bilden sie eine geschlossene Klasse. Präpositionen verlangen in der Regel eine Substantivgruppe oder ein Pronomen als syntaktische Ergänzung und weisen dieser/diesem einen Kasus zu (in Sprachen, die Kasus sichtbar markieren); im Deutschen können Präpositionen aber auch mit Adverbien verwendet werden. Zusammen mit ihrer Ergänzung und ggf. weiteren Modifikatoren bilden sie Präpositionalphrasen. Sie können lokale, temporale, kausale, konzessive, modale u. a. Bedeutungen tragen oder zur Markierung grammatischer Verhältnisse dienen. 
Präpositionen selbst sind in den meisten Sprachen, so auch im Deutschen, nicht flektierbar; Beispiele für Flexion von Präpositionen finden sich aber z. B. in den modernen keltischen Sprachen.

## Begriffsabgrenzungen
Der Bezeichnung nach sind Präpositionen Elemente, die vor dem durch sie regierten Ausdruck stehen. Es gibt aber auch nachgestellte Wörter, die genau gleichartige Funktionen haben (nachgestellte Präpositionen oder Postpositionen genannt, z. B. im Deutschen: der Einfachheit halber). Ebenso gibt es Konstruktionen, die den regierten Ausdruck umschließen (umklammernde Präpositionen oder Zirkumpositionen – Beispiel: um des Friedens willen). Einige Verhältniswörter des Deutschen, sogenannte Ambipositionen, können wahlweise als Prä- oder Postposition verwendet werden: entgegen, entlang (mit unterschiedlichem Kasus), gegenüber, wegen. 
Präpositionen, Postpositionen und Zirkumpositionen werden durch den Oberbegriff Adposition zusammengefasst. In weiterem Sinne werden aber häufig auch sämtliche Adpositionen, also auch Post- und Zirkumpositionen, als „Präpositionen“ bezeichnet.
In formalen Modellen der Syntax ist für alle Arten von Adpositionen das Kategoriesymbol P üblich.

## Herkunft von Präpositionen
Es wird gemeinhin angenommen, dass sich Präpositionen durch einen Prozess der Lexikalisierung aus anderen Wortarten entwickeln können, so aus Substantiven, Adjektiven, Lokaladverbien und Verben. Dabei wandeln sich oft auch vorherige konkrete, räumliche Bedeutungen zu zeitlichen und/oder abstrakten übertragenen Bedeutungen. Hier einige Beispiele für solche Entwicklungen aus der jüngeren Geschichte des Deutschen:
| Herkunft                                | Präpositionen                                                                                            |
| --------------------------------------- | --- |
| Substantiv                              | angesichts, anhand, aufgrund, dank, infolge, kraft, laut, mithilfe, statt, trotz, wegen, zeit, zugunsten |
| Adjektiv                                | ausschließlich, ausweislich, bezüglich, einschließlich, fern, nahe, unweit, gemäß                        |
| ursprüngliche Partizipform als Adjektiv | unbeschadet, unerachtet, ungeachtet, während, entsprechend                                               |

## Grammatische Eigenschaften von Präpositionen: Rektion
Im Gegensatz zu Adverbien und Konjunktionen verfügen Präpositionen über die Eigenschaft der Rektion, d. h., sie bestimmen den Kasus ihrer Ergänzungen.
Im Deutschen treten Präpositionen mit allen Fällen (Kasus) außer dem Nominativ auf:
| Kasus                | Präpositionen | Erläuterungen |
| -------------------- | --- | --- |
| Genitiv              | abzüglich, angesichts, (an)statt, außerhalb, bar, behufs, bezüglich, diesseits, einschließlich, entlang, infolge, innerhalb, inmitten, jenseits, kraft, längs, mittels, ob, oberhalb, seitens, trotz, unbeschadet, ungeachtet, unterhalb, unweit, während, zugunsten, zulasten | Viele Präpositionen, die den Genitiv regieren, gehören der Schrift- und Verwaltungssprache an. Einige Präpositionen, die in der Schriftsprache den Genitiv regieren, werden umgangssprachlich oft mit dem Dativ verwendet. (Siehe die ausführliche Darstellung unter Genitiv #Genitiv bei Präpositionen.) |
| Genitiv oder Dativ   | dank, laut, wegen | Die Präpositionen laut und dank werden – ohne Einfluss auf die Bedeutung – sowohl mit dem Genitiv als auch mit dem Dativ verwendet. Bei dank wird der ursprüngliche Dativ zunehmend vom Genitiv verdrängt. Die Präposition wegen steht in geschriebenem Standarddeutsch mit dem Genitiv; nur in gesprochenem Standarddeutsch gilt heute auch der Dativ als korrekt. Außerdem wird der Dativ gebraucht, wenn unmittelbar darauf ein Substantiv im Plural folgt, dessen Genitiv sich nicht vom Nominativ unterscheidet (wegen Gewitterschauern). |
| Dativ                | aus, außer, bei, entgegen, entsprechend, gegenüber, gemäß, mit, (mit)samt, nach, nächst, nahe, nebst, seit, von, zu | Auch hier zeigen sich vereinzelt Übergänge zu einer Genitivrektion (entsprechend, gemäß u. a.) als Hyperkorrektheit oder als Reflex des Wortklassenübergangs bei neuentstehenden Präpositionen. |
| Dativ oder Akkusativ | an, auf, hinter, in, neben, über, unter, vor, zwischen | Bei diesen lokalen Präpositionen (den sogenannten Wechselpräpositionen) muss zwischen Dativ und Akkusativ gewählt werden. Der Dativ steht, wenn Präposition und Nomengruppe einen Ort angeben (Beispiel: Er sitzt im Wohnzimmer am Fenster und beobachtet die Leute auf der Straße). Der Akkusativ steht, wenn eine Zielrichtung oder ein Zielort bezeichnet wird (Beispiel: Er geht ins Wohnzimmer, setzt sich ans Fenster und schaut auf die Straße).                                                                                        |
| Akkusativ            | durch, für, gegen, ohne, um, wider | |

Bei relativ festen Verbindungen von Verben mit bestimmten Präpositionen aus der Gruppe der Wechselpräpositionen kann der zu verwendende Kasus nicht logisch erschlossen werden und hängt von der jeweiligen Verbindung ab. Verbindungen aus Präposition und der klitischen Form des bestimmten Artikels (zur, fürs, im) nennt man Kontraktionen.

## Bedeutungseigenschaften
Auch wenn sich nicht alle Präpositionen leicht einordnen lassen, können viele von ihnen den Bedeutungsklassen zugeordnet werden, in die auch die Adverbialen Bestimmungen eingeteilt werden (Präpositionen, die nicht adverbialen Bestimmungen entsprechen, sind v. a. die, die Präpositionalobjekte einleiten. Hier ist in der Regel die Bedeutung der Präposition verblasst und sie dienen rein grammatischen Zwecken):
- Örtlich: (lokale Präpositionen; siehe auch Lokaladverbial #Präpositionen)
  - zur Angabe des Herkunftsortes (woher?): ab, aus, von mit Dativ
  - zur Angabe des Ortes (wo?):
an, auf, außer, bei, gegenüber, hinter, in, neben, über, unter, vor, zwischen mit Dativ;
abseits, außerhalb, diesseits, entlang, inmitten, innerhalb, jenseits, längs, oberhalb, unterhalb, unweit  mit Genitiv;
um mit Akkusativ
  - zur Angabe der Zielrichtung und des Zielortes (wohin?):
an, auf, bis, durch, gegen, hinter, in, neben, über, unter, vor, zwischen mit Akkusativ;
nach, zu mit Dativ
  - Beispiele:
    - ich stelle die Milch in den Kühlschrank – die Milch steht in dem (= im) Kühlschrank
    - das Auto fährt auf die Autobahn – das Auto fährt auf der Autobahn
    - der Park liegt jenseits des Flusses

- Zeitlich: (temporale Präpositionen; siehe auch im Artikel Temporaladverbial)
  - zur Angabe des Zeitpunkts:
ab, bei, mit, nach, von, vor, zu, zwischen mit Dativ;
gegen mit Akkusativ
  - zur Angabe des Zeitpunkts, des Tages oder der Tageszeit: an mit Dativ
  - zur Angabe des Zeitpunkts, der Jahreszeit und des Monats: in mit Dativ
  - zur Angabe des Zeitpunkts und der Uhrzeit: um mit Akkusativ
  - zur Angabe der Zeitdauer:
binnen, in, seit mit Dativ;
auf, bis, durch, für, über mit Akkusativ,
außerhalb, innerhalb, während, zeit mit Genitiv
  - Beispiele:
    - am Sonntag
    - vor der Party
    - während des Essens (Es gibt ein „davor“ und ein „danach“)
    - zeit seines Lebens (Es gibt kein „davor“ oder „danach“)
    - in zwei Stunden
    - gegen Abend …

- Begründend: (kausale Präpositionen im weiteren Sinn)
  - angesichts, anlässlich, auf, aufgrund, aus, behufs (alt), bei, betreffs, bezüglich, dank, durch, für, gemäß, halber, infolge, kraft, laut, mangels, mit, mittels[t], nach, ob (alt), seitens, trotz, über, um, unbeschadet, ungeachtet, unter, vermittels[t], vermöge, von, vor, wegen, zu, zufolge, zwecks
  - Unterteilung:
    - kausal im engeren Sinn/konsekutiv: Er konnte infolge eines Autounfalls nicht rechtzeitig hier sein.
    - instrumental: Das Auto wurde durch einen Unfall beschädigt.
    - konditional: Unter den gegebenen Umständen konnte er nicht rechtzeitig eintreffen.
    - konzessiv: Trotz des Unfalls bemühte er sich rechtzeitig zu kommen.
    - final: Er fuhr zur Einhaltung seines Termins mit dem Taxi.

  - Beispiele:
    - aufgrund dieses Sachverhalts (instrumental)
    - angesichts seiner Schulden (konditional)
    - anlässlich meines Geburtstages
    - trotz des schlechten Wetters (konzessiv)

- Die Art und Weise (und Verwandtes) betreffend: (modale Präpositionen)
  - abzüglich, auf, aus, ausschließlich, außer, bei, bis, an, bis auf, bis zu, einschließlich, entgegen, exklusive, für, gegen, gegenüber, in, inklusive, mit, mitsamt, nebst, ohne, samt, sonder (alt), [an]statt, unter, von, wider, zu, zuwider, zuzüglich
  - Unterteilung:
    - Art und Weise: Sie korrigierte den Text mit großer Sorgfalt.
    - Beschaffenheit: Der Einband ist aus Leder.
    - Begleitung (Komitativ): Der Lehrer ging (zusammen) mit dem Pfarrer in die Kneipe.
    - Erweiterung: Verkaufspreis zuzüglich Versandkosten wurde verrechnet.
    - Fehlendes: Es gab nur Wasser statt Wein.

Häufig sind Präpositionen aber mehrdeutig:
- mit großer Disziplin (Art und Weise); mit einem Hammer (instrumental); mit dem Pfarrer (komitativ)
- auf dem Tisch (lokal); auf Englisch (modal)
- aus dem Kühlschrank nehmen (lokal); aus Holz (modal); aus Furcht etwas tun (kausal)

## Präpositionen und Konjunktionen
Verhältnisse, die durch Präpositionen mit Nomengruppen bezeichnet werden, können manchmal auch durch Konjunktionen und einen Nebensatz ausgedrückt werden.
Beispiele:
- „Bei Nässe bitte langsam fahren!“
- „Wenn es nass ist, bitte langsam fahren!“

| Verhältnis  | Verhältnis   | Präposition  | Konjunktion        |
| ----------- | ------------ | ------------ | ------------------ |
| final       | final        | zu           | damit              |
| kausal      | kausal       | wegen        | weil, da           |
| konditional | konditional  | bei          | wenn, falls        |
| konzessiv   | konzessiv    | trotz        | obwohl             |
| temporal    | nachzeitig   | vor          | bevor              |
| temporal    | gleichzeitig | während, bei | während, als, wenn |
| temporal    | vorzeitig    | nach         | nachdem            |

## Präpositionen in der Wortbildung
Präpositionen zählen überwiegend als Funktionswörter, sie können aber in der Wortbildung, ebenso wie Inhaltswörter, als Erstglied von Komposita auftreten.
Beispiele:
- In Substantivkomposita: Ab-grund, Auf-wind, Aus-weg, Gegen-licht, Mit-autor, Vor-garten und viele andere.
- In Adjektivkomposita: unter-ernährt, zu-geknöpft, ab-geneigt.

In der Wortbildung des Verbs spielen Präfixe und Verbalpartikeln eine sehr große Rolle, die beide auf Präpositionen zurückgehen oder mit Präpositionen identisch sein können. Siehe hierzu die Artikel Präfix #Verbpräfixe sowie Partikelverb.